# 加尔省
加尔省（法語：Gard，法語：[ɡaʁ] ⓘ）是法國奧克西塔尼大區所轄的省份，南鄰地中海。該省編號為30。截至2019年，它的人口为748,437人；其省会城市为尼姆。该省以加尔东河命名；该河的奥克语名称加尔（法語：Gard，奥克语发音：[gaɾ]），近几十年来一直在取代法语名称，无论是行政上还是在讲法语的人中间。

## 地理

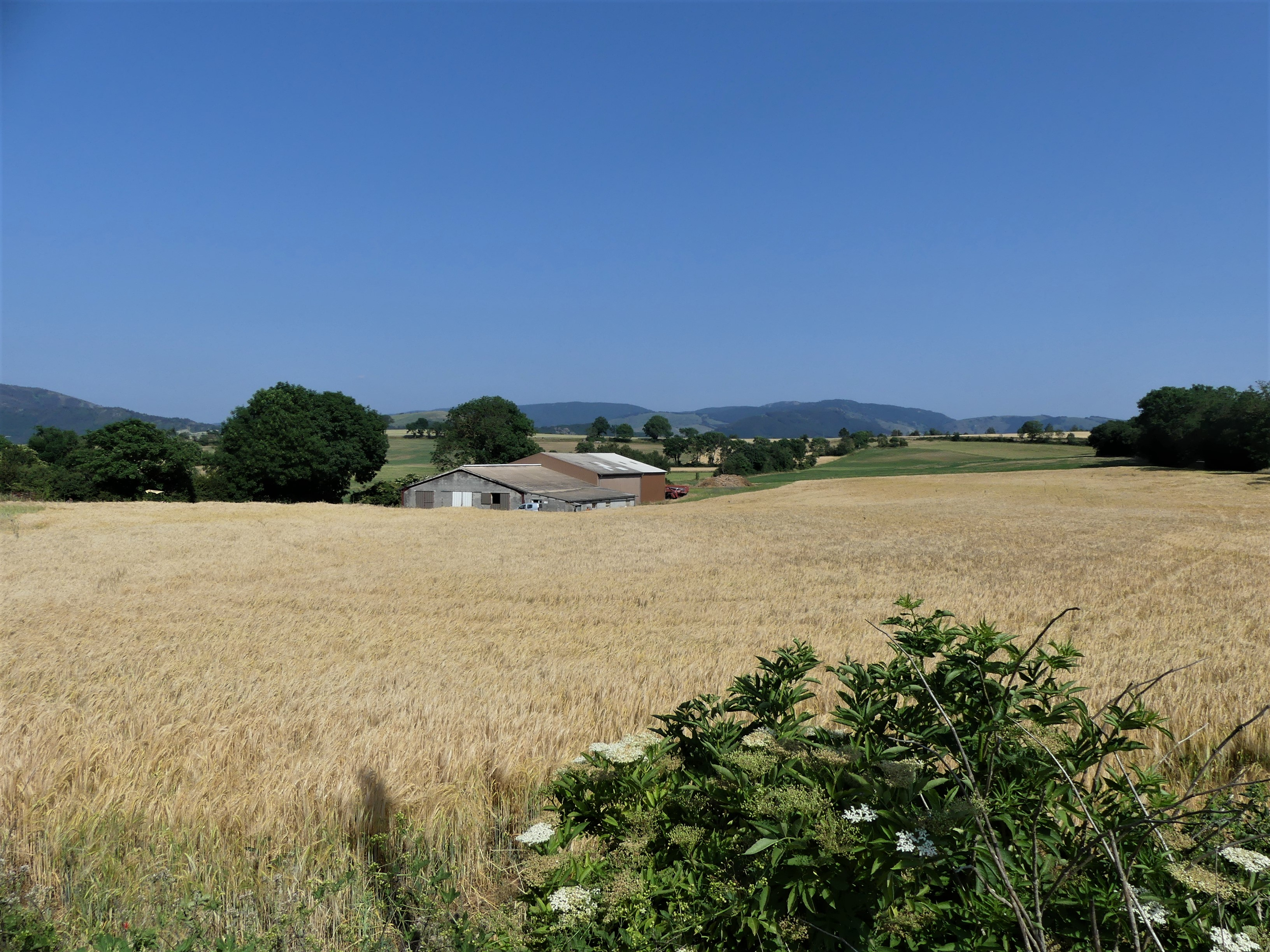
科斯贝贡乡村，位于加尔省西部

### 位置
加尔省是奥克西塔尼大区的一部分，新大区整合了前朗格多克-鲁西永大区。
接壤的省份包括：罗讷河口省、阿尔代什省、沃克吕兹省、埃罗省、阿韦龙省、洛泽尔省。它的最高点是塞文山脉的艾古阿勒峰，海拔1565米。

#### 人口
- 人口最多的市镇：尼姆（2021年统计148,104人）
- 人口最少的市镇：科斯贝贡（2021年统计仅26人）

#### 面积
- 面积最大的市镇：尼姆（16,185公顷）
- 面积最小的市镇：马萨讷（164公顷）

### 地质
加尔省拥有广泛的地质多样性，构成了其景观，并产生了与其土壤和底土相关的广泛活动：矿产资源（金、银、铅、锌、锑、铁、煤、褐煤、沥青、铀）、矿物资源（石灰石或水泥、切割石或大理石、赭石、切割白垩、粘土、海盐或石盐、矿泉或温泉）
在地质上，底层由从前寒武纪到最近第四纪的地层组成。它分为四个主要区域：
- 西北部的塞文山区，
- 中部的加里格区
- 东南部的科斯蒂埃区，
- “低地”区，由罗讷河平原、沿海平原和小卡马格地区组成。[3]

### 气候
加尔省的气候为地中海气候。
在2019年6月的热浪中，2019年7月28日，该省被法国气象局置于红色警戒状态时，加拉尔格勒蒙蒂厄市镇记录了45.9°C的全国最高温记录。该省之前的记录可追溯到2003年8月12日，圣克里斯托尔莱萨莱斯和孔凯拉克的温度为44.1℃。

## 历史

加尔省地图，1790年

该部于1790年3月4日法国大革命期间根据1789年12月22日的法律从前朗格多克省的一部分成立。
冈日区“最初和逻辑原来属于加尔省”，艾格莫尔特区则被认为原来属于埃罗省，两个区进行了交换，因此加尔省得到了一个通往利翁湾的出海口”，这一说法从未得到证实，特别是在加尔省和埃罗省的省档案中。此外，冈日区一直属于蒙彼利埃教区，艾格莫尔特区则属于尼姆教区。这一声明首次出现在皮埃尔·戈尔利耶（Pierre Gorlier）1955年出版的《勒维冈历代史》（Le Vigan au cours des siècles，Historire d'une citélanguedocienne）一书中。混乱似乎源于19世纪30年代，当时出于“便利”的原因，该地区要求附属于加尔省，但这一提议被拒绝。在省的划分过程中，阿莱斯和于泽斯教区切断了莱旺周围的一小部分，莱旺附属于阿尔代什省南部，正如艾古阿勒峰以北的梅吕埃斯位于洛泽尔省一样。马西亚格靠近吕内勒，但属于尼姆教区，进入埃罗省，而博凯尔和阿尔让斯地区，阿尔勒的教民，回到了加尔省。
加尔省文化丰富。尽管历史上它一直是朗格多克的一部分，但普罗旺斯也影响了其东部的文化。

### 公元前13世纪到1世纪
传说这个地区最初被伊比利亚人占领，然后被凯尔特人中的沃尔卡人（Volcae）赶走，他们在这片土地上定居时，获得了“阿雷科米克”的绰号，指的是平地上的沃尔卡人，以区别于占据图卢兹山区的特克托萨季沃尔卡人。东方文明是腓尼基人从公元前13世纪到前11世纪带到这些海岸的。腓尼基人在这里建立了很多柜台；大约在公元前900年，罗德人在罗讷河河口建立了罗达；最后，马赛的创立者凯人。在赛戈维苏斯、贝洛维索斯和布伦努斯的领导下，阿雷科米克人参加了远征。毫无疑问，在亲罗马的马赛人领导下，阿雷科米克人反对汉尼拔过境，并试图在罗讷河沿岸阻止他，汉尼拔击败他们并通过（前218年）。大约在公元前154年，阿尔维尼人征服了整个阿雷科米克地区；但他们的逗留时间很短，当罗马人出现时，他们已经离开了。
马赛的影响决定阿雷科米克人自愿服从罗马总督——多米提乌斯；作为奖励，罗马参议院允许尼姆及其附属的24个村庄保留其法律、宗教和习俗。从那时起，罗马人发现阿雷科米克人总是非常忠诚，与其他躁动不安的高卢部落不相容。几年后，辛伯里人和条顿人带着狂暴的破坏，穿越了罗讷河、塞文山脉和比利牛斯山脉之间的整个地区，并且进入西班牙，最终被马略击败。
从那时起，阿雷科米克人对北方征服者及其继承人塞多留的依恋使他们对苏拉和庞培产生了仇恨，庞培将他们的部分土地交给了马赛人。出于同样的原因，他们受到尤利乌斯·凯撒和奥古斯都的青睐。他们的国家被包括在纳博讷和后来的纳博讷高卢，并覆盖着罗马纪念物，使加尔省成为当代最丰富的古迹省份。

### 4世纪到7世纪
从马略击败蛮族入侵之后，第二次蛮族入侵在407年再次开始。汪达尔国王克罗库斯摧毁了纳博纳，摧毁了几座罗马纪念碑。他被第二个马略击败了。汪达尔人之后是西哥特人，他们征服了尼姆地区。克洛维暂时驱逐他们一段时间。但东哥特王国将军伊巴的胜利，使哥特人继续统治该区域，他们的统治只在万巴（Wamba）国王时期的保罗公爵起义（672年）而受到干扰。
720年，埃米尔扎马领导下的萨拉森人扩展到罗讷河；两年后，他被厄德大帝击败。优素福在737年也被击败，他输给了查理·马特。752年，尼姆第三次被萨拉森人入侵。当地人组成联盟进行反抗，驱逐了异族人。被提拔为当地共和国元首的安瑟蒙德（Ansemund）感到没有足够的力量长期抵抗摩尔人，他选择臣服于丕平，并于752年将尼姆交给了他。丕平将尼姆和于泽斯的统治交给了第一位伯爵拉杜尔夫（753年）。

### 中世纪
尼姆伯爵在查理大帝之后成为世袭伯爵，当时诺曼人非常可怕。这些海盗在858年在尼姆地区登陆。匈牙利人在924年来到这里，造成了可怕的破坏。但很快，尼姆人就有了能够保卫他的领主；956年，女继承人塞西尔与阿尔比子爵贝尔纳二世结婚，他的后代成为贝济耶和卡尔卡松的主人，以特伦卡维尔家族的名义非常强大和著名。然而，1130年，尼姆子爵从特伦卡维尔的领地中分离出来，成为贝尔纳·阿通四世的小儿子贝尔纳的领地。同一世纪（1185年），贝尔纳·阿通六世将其出售给图卢兹伯爵雷蒙五世，他已经是该地区的主人，该地区被称为圣吉勒。在13世纪，蒙福尔的西蒙（Simon de Montfort）将其授予圣路易，他的继任者完成了移交过程，圣路易最终将其重新统一为法国王室领地。从那时起，直接服从法国王室的尼姆地区不再更换主人。
阿莱斯（Alès）的封地在中世纪属于珀莱家族，珀莱家族是古代梅尔盖尔伯爵的后裔，他们认为自己也是纳博讷地区的子爵。珀莱家族一直徒劳地宣称拥有梅尔盖尔伯爵和纳博讷子爵的身份，当蒙福尔的西蒙（Simon de Montfort）夺取另一半时，他们甚至被迫满足于剩余的一半。直到17世纪中期，他们一直以男爵的头衔保留这一半领土。另一半通过蒙福尔的阿莫里（Amaury de Montfort）的割让成为王室领地的一部分，被建立为一个县，并通过婚姻或出售给博福尔、蒙莫朗西和孔蒂。
16世纪初，于泽斯子爵通过与克吕索尔男爵的婚姻获得；这位领主的孙子将其建立为公国（1556年），然后封为贵族爵位，到18世纪，于泽斯公爵已经是王国内最古老的贵族，所有其他贵族都已经灭绝。

### 16到19世纪
在16世纪和17世纪，尼姆、阿莱斯和于泽斯教区因宗教战争而动荡。尽管不断受到迫害（1660年龙骑兵的迫害），但当南特敕令（1685年10月18日）被撤销时，新教徒人数众多。因此，他们确实派了传教士和士兵，他们中的一些人皈依了天主教；但大多数人更喜欢移居国外或为自己的信仰而受苦。
新教寺庙被推翻，新教牧师被处死或送往监狱，老人、妇女和儿童被投入监狱（就像艾格莫尔特的康斯坦斯塔，这位新教徒在塔墙上刻下“抵抗！”）。许多人在该省北部的塞文山区避难；但宗教裁判所再次追赶他们，数千人死于火刑柱或车轮上。绝望的是，一些塞文山区的人武装起来，有些用镰刀，有些用长柄叉，有些用剑或枪；从加尔省的山区、洛泽尔省到维瓦赖山，叛乱蔓延到了阿莱斯地区。于是开始了卡米撒战争（1702年）。
天主教徒在这个地区放火焚烧一切，不放过任何年龄和性别。提到了一些村庄，那里有几名孕妇被割喉，她们的孩子被从子宫里扯出来，被带到木桩的顶端游行。
众所周知，这场战争持续了三年，但镇压一直持续到1744年，甚至1787年（宽容法令的日期），甚至法国大革命（1789年）及其关于宗教自由的文章（由一名新教卫士撰写）。卡米撒派日夜成群结队地行走；他们称兄弟为他们的领袖。让·卡瓦利耶（Jean Cavalier）指挥着平原地区（La Plaine）或阿莱斯地区（Pays d'Alais）的新教派别，他是一个20岁的屠夫男孩，热情勇敢，被视为先知，对他的同伴拥有绝对的权力。他不得不与蒙特勒维尔元帅作战，他确实做到了；但他去了维拉尔。据说，伟大的国王，年轻的英雄，一看到他瘦弱的外表和矮小的身材，只能耸耸肩，背对着他。
在这些血腥战争之后，尼姆、阿莱斯和于泽斯的土地享受了长期的休息；各种“预言”的时代因启蒙运动的思想而活跃起来，甚至导致在孔热尼村创建了一个贵格派社区。卫理公会社区也将从19世纪20年代开始发展…
之后革命唤醒了旧的激情：该省历史上有悲伤的篇章…
在文艺复兴时期，特别是在18世纪和19世纪，加尔省经历了令人印象深刻的繁荣。值得注意的是，主要的织物制造业正在发展，特别是在塞文山区-因此，第一条牛仔裤（Levi's）是在尼姆用耐用帆布制成的，最初是为塞文山区牧羊人和热那亚水手设计的，后来是为美国西部的定居者、淘金者和“牛仔”设计的。因此，术语“Jean（热那亚）Denim（来自尼姆）”。这幅画的织机可以在旧尼姆博物馆看到。不久，织物和丝袜的生产出口到欧洲和西属西印度群岛。尼姆三分之二的劳动力从事纺织业。城市和省变得更加富裕，加尔省正在改变。

### 19世纪
该省首府尼姆是一个致力于纺织品的制造业城市，也是一个重要的商业中心，在1830-1840年法国最长的铁路网建立期间，成为一个重要的铁路枢纽。
在这里，城市和村庄中出现了令人惊叹的豪宅，城市复兴正在形成（尤其是纪念性的车站区）。在尼姆，在启蒙时代，罗马神殿被重新发现。这是一个伟大的城市规划项目。由于尼姆工人蒂里翁（Turion）发起的第一批提花织机，丝绸行业正在转变为披肩制造。三十年的辉煌成功使加尔省和尼姆产业跻身欧洲行列。
但在19世纪下半叶，来自里昂的竞争非常激烈（蚕病、栗树病等）。很快，在亏损之前，加尔省将纺织资本再投资于葡萄种植。当时，该省南部的科斯蒂埃正经历繁荣。米迪运河（Canal du Midi）的修建和铁路运输葡萄酒促进了葡萄园的种植，自19世纪中期以来，铁路运输葡萄酒在加尔省非常发达（特别是多亏了实业家保兰·塔拉博和工程师夏尔·东布尔）。但不幸的是，19世纪70年代的根瘤蚜虫危机标志着这一迄今为止蓬勃发展的葡萄酒经济的可怕停顿。
另外，尼姆的加尔中央车站成为塞文山区煤炭运输至博凯尔、罗讷河和马赛的中心。
值得注意的是，加尔省一直受到多种文化的启发，特别是由于其独特的地理位置：拉丁文化（尤其是意大利和西班牙之间的中间）、朗格多克、普罗旺斯、新教、塞文山区、卡马格文化，尤其是自15世纪以来存在的朗格多克和普罗旺斯斗牛。西班牙斗牛直到19世纪中期才引入。

### 20世纪
加尔省进入重塑期。首府尼姆有意将当代艺术的前沿与过去的丰富结合起来。修复其老城区并向南延伸。她将自己的城市规划和建筑项目委托给最伟大的国际设计师：诺曼·福斯特、维多利欧·葛雷高第、黑川纪章、让·努维尔、马夏尔·雷塞、菲利普·斯塔克、让-米歇尔·维尔莫特……
芬恩·盖佩尔（Finn Geipel）和尼古拉·米什兰（Nicolas Michelin）为尼姆竞技场提供了一个充气帆布罩，在晴天可拆卸。冬季和夏季，尼姆在竞技场组织表演。
出于成本原因，尤其是建筑物和人员的安全原因，2005年取消了充气。
葡萄栽培始终发挥着重要作用。这里的文化生活非常丰富，全年都有许多节日。

### 21世纪
太阳活动和2001年地中海高速铁路通车，使加尔省距离巴黎仅2小时52分钟，为该省带来了新的活力，并为其重要的人口和经济增长做出了重大贡献。今天，旅游业是加尔省最重要的活动之一。正是在省内，国家“旅游和残疾”标签诞生了，该标签促进了加尔省160个旅游设施的无障碍性。
2016年1月1日，该省所属的朗格多克-鲁西永地区与南部-比利牛斯大区合并，成为新的奥克西塔尼大区。

## 政治

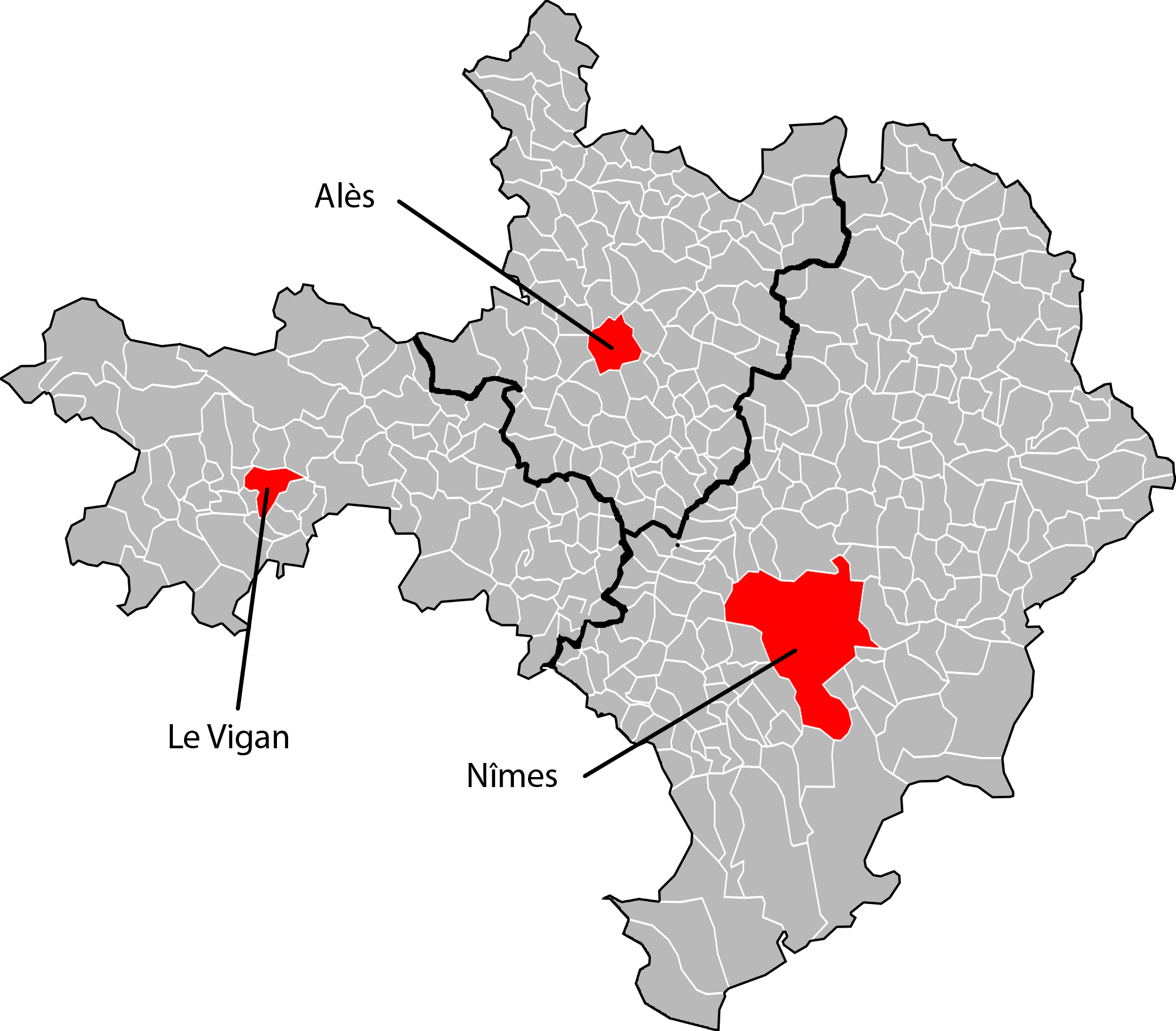
加尔省分区示意图

加尔省分为三个区，分别是西部的勒维冈区，中北部的阿莱斯区和东南部的尼姆区。

## 经济

### 农业
加尔省的森林面积为244,750公顷，占领土面积的40%以上，占朗格多克-鲁西永地区的22%以上。荒地或灌木丛等非耕地面积为102,013公顷，占该省的17%以上。农业用地占该省的27%以上，面积为162,046公顷。
主要作物是葡萄园，面积55,400公顷，占农业用地的34%。谷物种植面积为29,585公顷，占农业面积的18%以上，人工草地面积为9,060公顷，占土地面积的5.5%，水果种植面积（包括栗子）为8,419公顷，占5.2%，休耕面积为4,232公顷，占2.6%，蔬菜面积为4,528公顷，占不到3%，草地面积为35,870公顷，占农业用地的22%。
牛群有15,226头。
有728个有机农场，占该省农场的10.8%。有用农业面积的份额为11.3%，为18,146公顷，仅次于奥德省，有23,705公顷。
农场的平均面积为40公顷，全国平均为75公顷。到2020年，有1000个农场是有机的。

### 工业
2010年，加尔省工业部门雇佣了25,639名员工。

### 企业和公司
加尔省是国家级公司的总部所在地，包括Eminence和Royal Canin（总部位于艾马尔格），以及韦泽诺布尔的Capelle集团，艾格莫尔特的Yelloh！Village，或凯萨尔格的巴斯蒂德医疗舒适区。

### 交通

#### 公路和高速公路
- A9：奥朗日通向尼姆，然后前往蒙彼利埃，连接图卢兹、佩皮尼昂…
- A54:从尼姆出发，然后是阿尔勒，然后是马赛方向，连接土伦、尼斯…
- N106国道：尼姆通向阿莱斯，然后通向弗洛拉克，连接A75和芒德
- N113国道：尼姆通向吕内勒（埃罗省），然后是连接蒙彼利埃的汪达尔格方向
- N100国道：从勒穆兰出发，然后是连接阿维尼翁的莱桑格勒
- N86国道：从塞兹河畔巴尼奥勒出发，途径蓬圣埃斯普里，连接博莱讷和A7高速公路

#### 铁路
省内有一些铁路的线路：
- 塞文山区铁路（克莱蒙费朗-尼姆）
- 塔拉斯孔-赛特市铁路
- 尼姆-勒格罗迪鲁瓦铁路

很多省内的铁路线路已经不再运营。

### 收入和税收
加尔省居民平均可支配收入为26,669欧元，农村地区为28,283欧元，城市地区为26,327欧元。平均生活水平中位数为17,852欧元，农村为18,261欧元，城市为17,752欧元。平均小时工资为12.4欧元，非技术工人为9欧元，技术工人为10.7欧元，雇员为9.6欧元，中级职业为14欧元，管理人员（干部）为21.8欧元。
贫困强度为22，贫困线以下人口的平均生活水平为9,024欧元。单亲家庭受影响最大，贫困率为40.9%，全国平均水平为31.5%，朗格多克-鲁西永的平均水平为39.9%。最易受影响的年龄组是30岁以下的人，比例为27.9%。

### 就业
就业人口占58.2%，失业率占就业人口的14%。贸易、运输和服务业占就业的42%，公共行政、卫生和教育占33%，工业占11%，建筑业占8%，农业略高于3%。

## 人口
加尔省的居民被称为Gardois（加尔人）。
2022年，该省有764010名居民，与2016年相比增长了+2.97%（法国不包括马约特：+2.11%）。

### 人口较多的市镇
加尔省人口超过1万人的市镇一共有8个，分别是尼姆、阿莱斯、塞兹河畔巴尼奥勒、博凯尔、圣吉勒、阿维尼翁新城、沃韦尔和蓬圣埃斯普里。

## 文化
加尔省是奥克西塔尼和普罗旺斯文化交汇的一个省。该省大部分地区历史上使用的语言是普罗旺斯方言，这是奥克语方言之一。朗格多克方言的语言边界位于该省西部的维杜勒河。塞文山区也属于朗格多克地区。

## 旅游
加尔省有众多的旅游景点可以探索，其中比较著名的有：
- 沙漠博物馆，位于米亚莱
- 塞文博物馆，位于勒维冈
- 塞文山谷博物馆，位于加尔省圣让
- 糖果博物馆，位于于泽斯
- 加尔东河谷
- 加尔桥，世界文化遗产
- 罗讷河谷，位于蓬圣埃斯普里、阿维尼翁新城和博凯尔。
- 宇宙公园，位于莱桑格勒
- 尼姆竞技场
- 方形神殿
- 老尼姆博物馆
- 科斯蒂埃尔，一个葡萄酒AOC产区
- 圣吉勒修道院
- 小卡马格地区
- 艾格莫尔特的中世纪城堡